# 李仙得
李仙得（法語：Charles W. Le Gendre，或譯李讓禮、李善得，1830年8月26日—1899年9月1日），法裔美國人，曾參與過南北戰爭，官拜准將，後擔任外交官，曾擔任美國駐廈門領事。羅發號事件（一作「羅妹號事件」）後曾來台灣與斯卡羅酋邦酋長卓杞篤交涉，簽定南岬之盟；其後赴日擔任日本外務省顧問，於八瑤灣事件後協助日軍出兵台灣。

## 生平

### 早年
李仙得出生於法蘭西王國隆河省乌兰，是法國雕塑家让-弗朗索瓦·勒让德-埃拉尔的兒子。富裕的家庭曾送他到兰斯-香槟-阿登大学學習，並接受過軍事教育，之後畢業於巴黎大學。1854年10 月在比利時布魯塞爾與十七歲的克拉拉·維多利亞·馬洛克（Clara Victoria Mulock）結婚，岳父為紐約著名的律師，婚後搬到紐約，並歸化美國國籍。

### 南北戰爭
1861年美國南北戰爭爆發，李仙得協助招募紐約第51志願步兵團，在1861年10月29日獲授該團少校階級。1862年參與了羅諾克島之役。然而在同年3月14日的新伯恩之役下顎及脊椎重傷。因此受到北卡羅萊納州表揚。
儘管傷勢嚴重，李仙得仍然繼續參與戰爭，並在1862年9月20日升到中校。隨著他參與的無數次行動，1863年3月14日晉升為上校，並在第九軍第51團指揮下參與維克斯堡攻城戰。1864年5月6日，李仙得在格蘭特將軍領導的莽原之役中身受重傷，被子彈傷及左眼及鼻樑。1864年10月退伍、1865年3月授勳為陸軍名譽准將。雖在戰場上功績顯著，但戰後不久便婚姻破裂。

### 駐清
1866年7月13日，李仙得受任命為美國駐廈門領事，至1866年12月13日方抵達廈門。李仙得的領事職務是管控當時大清帝國東南沿海五個通商口岸的對美貿易：廈門、基隆、臺灣府、淡水、打狗，並打擊非法走私的苦力。
1867年3月，美國商船羅發號（又譯羅妹號）由汕頭赴牛莊之際，在台灣東部外海紅頭嶼（今蘭嶼）觸礁沉沒，其船長杭特夫婦及生還者在潭仔灣登陸，被斯卡羅酋邦龜仔甪社的排灣族原住民殺害，是為「羅發號事件」，引發美國政府與滿清政府交涉。李仙得前往福州，勸說閩浙總督施壓大清當局解決台灣原住民屠殺問題。閩浙總督沒有採取行動，而是寫了一封介紹信，讓李仙得本人前往台灣，要求台灣知府合作。

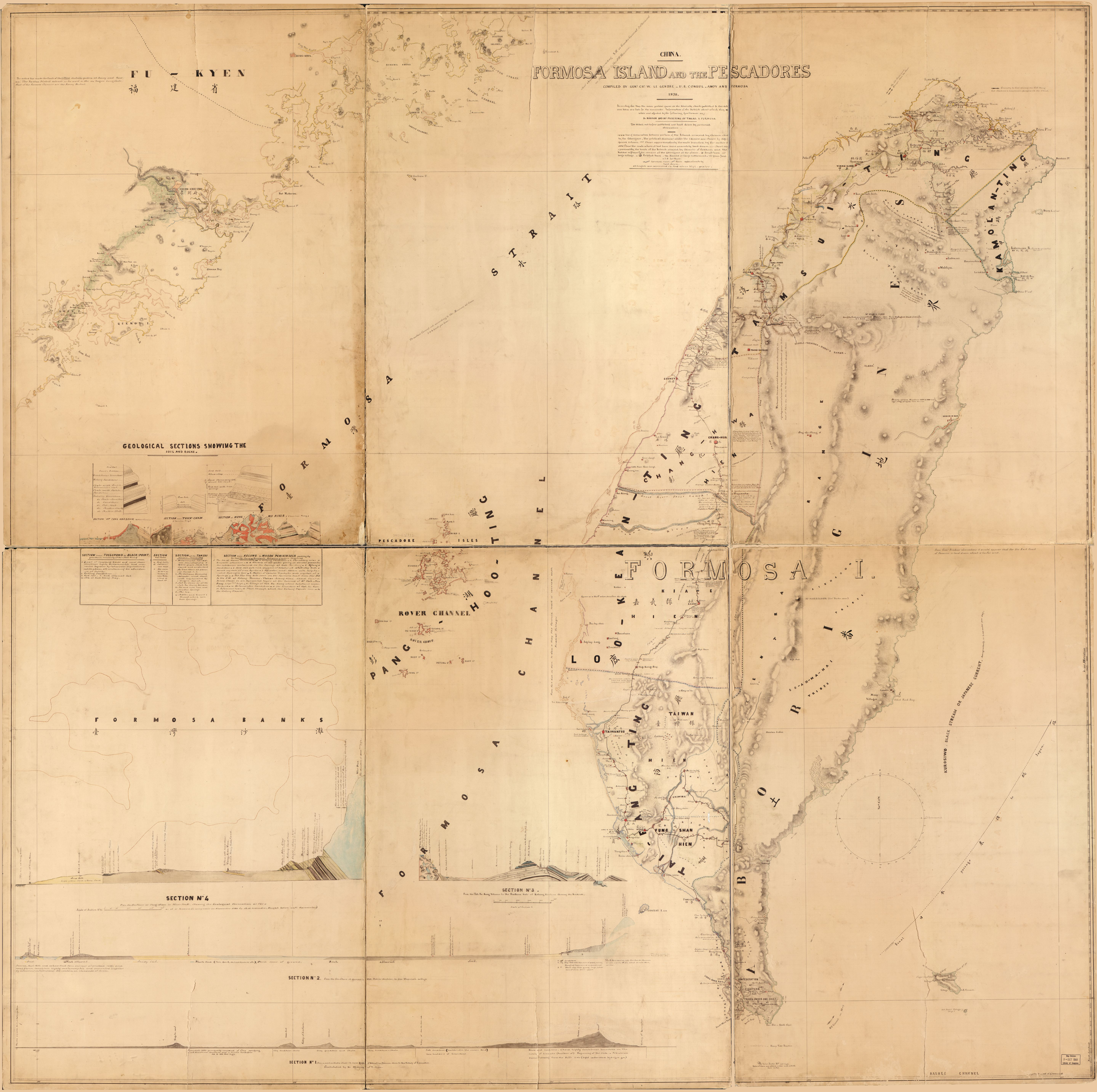
李仙得所繪台灣地圖

李仙得先委託美國輪船阿舒羅特號勘察羅發號沉船現場，並試圖使台灣知府採取行動。清廷官員認定「以番治番、以夷治夷」的觀念消極處理，在地圖標出官權所不及的「土牛線」，以枋寮至鵝鑾鼻為斯卡羅領地，不在大清行政管轄之內為由拒不受理，美國於是決定自行處理。1867年6月13日，美國海軍派軍艦二艘、水兵181名遠征，在英國商人畢麒麟引路下成功登陸，惟仍遭原住民伏擊得手，遠征軍指揮官麥肯齊戰死，美軍戰敗撤退，美國政府態度轉趨強硬。
見到美國政府態度強硬，清廷認為事態嚴重，唯恐開罪美方，便命令台灣總兵劉明燈率兵士500員進發，至柴城一帶（今屏東車城鄉）受阻於斯卡羅原住民的武裝抵抗。劉明燈乃與首領卓杞篤見面，企圖說服解散聚集的原住民，但仍不得要領。
李仙得不滿於大清當局拖延，同年9月4日再度來臺察看，進入斯卡羅，台灣總兵劉明燈亦帶兵隨行，於1867年10月10日與斯卡羅大股頭卓杞篤談判並達成口頭共識，李仙得承諾西方船隻如非逼不得已生命危險下不會隨便登陸斯卡羅領域，若有發生海難人員必懸紅旗識別，而斯卡羅亦保證將不再傷害懸紅旗的海難漂流人員並照顧其安全，亦同意交還羅發號遇難者的遺體及財物，後人稱為南岬之盟；但美方要在龜鼻山設立砲臺及燈塔的要求，為出席的清廷官員否決，以及清廷對於原住民的態度，導致日後美方繞過清廷與原住民協議。
1868年5月，美國駐華署理公使衛廉士(S. Wells Williams)特向清廷提案，將瑯嶠一帶納入清帝國的直接管理，設官並駐兵防守，卻總得到「從緩斟酌為詞云云」的回覆，態度極為消極。衛廉士特向恭親王奕訢表達此事，將李仙得所繪的臺灣島南邊地圖及求援紅旗款式送致親王備覽。
此時，美國駐廈門領事李仙得卻介入中英之間的樟腦戰爭  ，向福建官員交涉，指出樟腦專賣違反天津條約，並搭乘砲艦「阿魯斯圖號」到打狗，邀駐安平的英國領事齊普遜（John Gibson）、海關稅務司白麒麟向台灣兵備道道尹梁元桂提出強硬抗議，清方答允將上述六千元的樟腦交還英國領事保管。
1869年2月，李仙得再度來台確認原住民是否遵守口頭協議，2月28日再度與卓杞篤會面，雙方同意立下非正式的書面備忘錄，羅發號事件始告落幕。
李仙得在「番界」建砲台、駐守軍之議，屢受清廷之否決，最終福建通商總局向李仙得與總理衙門照會，無須建砲臺與設官。
1872年，李仙得辭去廈門領事職務，改至日本外務省擔任二等官聘任顧問。前年9月6日，該地又發生八瑤灣事件，數十名琉球人海難登陸後遭出草屠殺；李仙得根據過往其於羅發號事件所得之的經驗，向日本政府主張番地無主論並建議其出兵討伐，結果日本政府接納其建議，是為1874年牡丹社事件。日本出兵前，李仙得曾於1872年2月29日再度前往台灣介入此事，試圖將南岬之盟內容擴大到包括日本。其訴求沒有得到當地原住民的同意，卻反引起李仙得和美國駐華署理公使之間的爭執。在海難事件頻傳及國際壓力下，清廷最終在恆春設立燈塔（今鵝鑾鼻燈塔），減低臺灣海峽東南部與巴士海峽之航運風險。
李仙得因為處理的經驗清晰掌握台灣政略與地形，並且通曉在地的台灣話，因此被視為「台灣番界通」，成為他日後為日本提供外交、軍事專業顧問的根底。李透過日本明治維新後的國力崛起，曾實際影響日本經略中國與朝鮮。

### 駐日
1872年10月12日，李仙得搭船返美期間過境日本橫濱，經美國公使介紹與日本外務卿副島種臣會面，發現兩人對於日本外交策略發展意見相當一致並惺惺相惜，最終更因此決定於12月19日辭去美國駐廈門領事之職位赴日。
當時日本甫結束幕府時代開始明治維新，國力日盛有向海外擴張的意圖，亦因統一全境導致大量舊武士失業造成巨大社會問題，更積極謀求以對外戰爭轉移內政問題。適1871年爆發八瑤灣事件，有琉球海難人員54人於瑯嶠八瑤灣慘遭出草屠殺；此事原與日本無直接相關，但日本於1871年「廢藩置縣」，原本為薩摩藩屬的琉球王國被改隸於鹿兒島縣，日本政府於1872年單方廢止琉球王國，設置「琉球藩」，打算以保護「國民」、質問生番為藉口出兵台灣。
李仙得以處理羅發號事件的經驗指出，中國政教不及「番地」，日本可用「番地無主論」作為出兵台灣的理由。李仙得提供台灣的地圖與照片，並告知只需2千兵力便可輕易佔領台灣。副島聞言大感興奮，外務省遂在當年11月以準二等官聘任李仙得為外交及軍事顧問。李仙得並為日本規劃詳細的出兵、殖民計畫。
同治十二年（1873年）2月，副島以日本外相兼特使身份前往中國北京處理兩年前的八瑤灣事件，李仙得也一同前往中國參與其事。同治十三年（1874年，日本明治七年），日本政府成立台灣蕃地事務局，任命西鄉從道為事務局都督、李仙得為准二等官，率兵3,600名攻打台灣瑯嶠以牡丹社為主的原住民部落，史稱「牡丹社事件」（日本稱之為「臺灣出兵」）。李仙得了解這是日本明治維新以來首次對外用兵，國力未豐，因此在台灣出兵時為日本擬訂外交策略，並幫日本僱用外籍軍人、承租外國船艦、對外購買軍火，協助準備出兵台灣。
在出兵台灣議題上，李仙得得到美國駐日公使查爾斯•德龍的支持，同意李仙得以個人身份參加這次日本出兵的相關考察 ，此外李仙得還僱傭2名美國軍事人員。然而，接替德龍的美國新任公使約翰•賓厄姆並不支持李仙得的計畫。1874年4月19日，日本對台出兵延遲，李仙得在長崎繼續做相關協助的準備。當時的內務卿大久保利通特意前往長崎，與李仙得一同返回東京，最終遠征軍於5月18日離開長崎向台灣出發，李仙得未隨遠征軍成行。
中國方面得知李仙得在此事件中扮演關鍵角色。李鴻章上總理衙門〈論日本圖攻台灣〉一函中便指出，日本出兵台灣係依賴美國人的支持，應促美國撤回人員及船隻，迫使日本罷兵。於是清廷向美國提出抗議。9月12日，李仙得前往廈門與清廷談判時，遭到美國水兵逮捕。同年11月，日軍撤離臺灣，美方遂以李仙得未帶兵為由予以釋放。

### 晚年駐日韓生涯

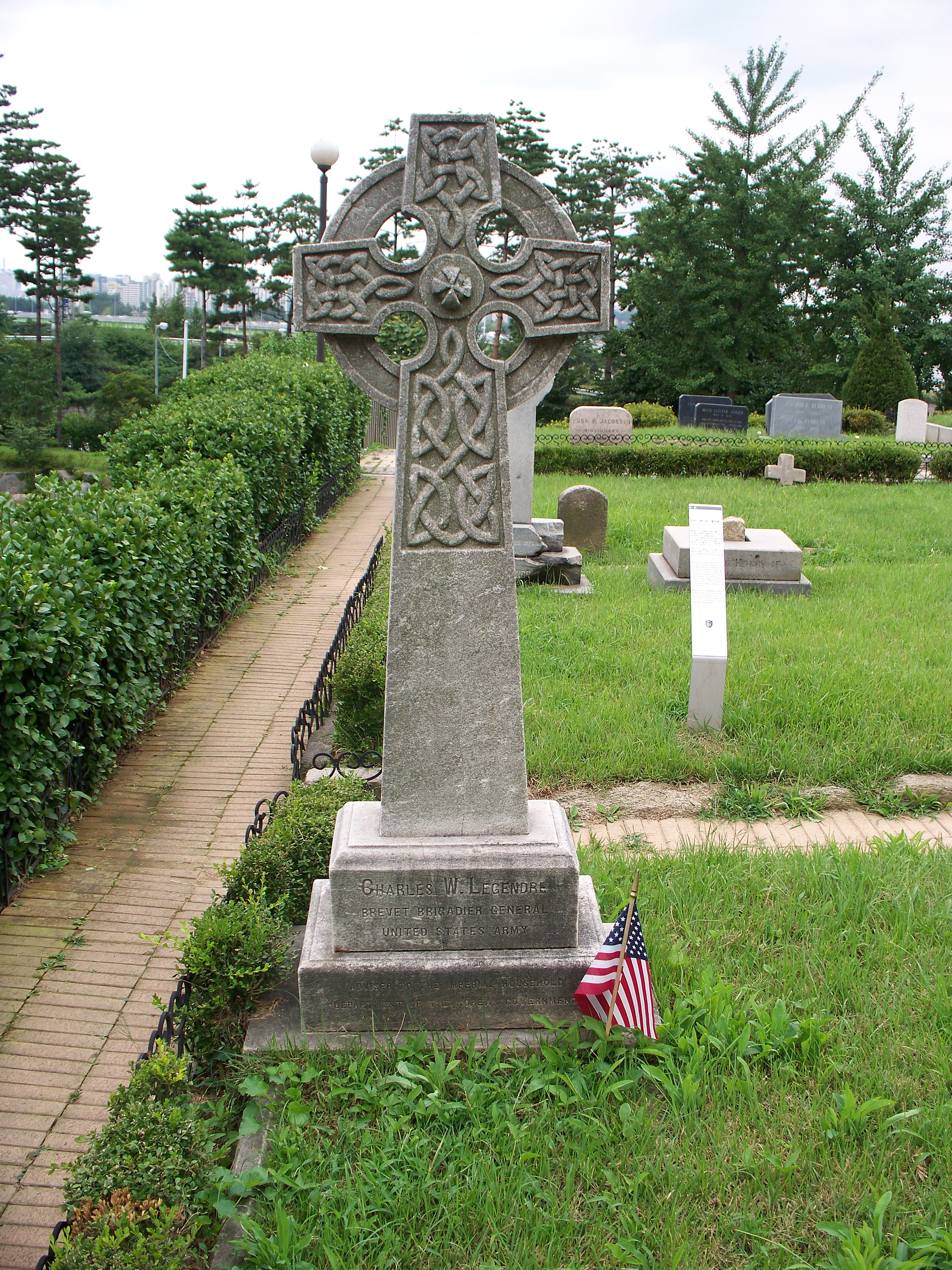
位於韓國首爾杨花津外国人墓园內的李仙得墓碑

在日本逗留期間，李仙得與松平春嶽的庶子藝伎池田絲結婚，育有一子二女。池田絲的母親是松平家的侍婢，在生完孩子後自殺身亡，所以池田絲被託付給松平的家臣池田兵衛。但池田兵衛因為家貧窮困，自家女兒成為藝伎，池田絲也成為一名藝伎。
據說李仙得這門婚姻是得到大隈重信及伊藤博文等人的同意：讓池田絲為了日本利益，而成為李仙得的妻子。當時，李仙得43歲，池田絲年僅16歲 。
孩子在出生後被送往他人收養（第一個女兒夭折），長子録太郎在四歲時為第14代歌舞伎市村羽左衛門（坂東家橘）收養，後來成為第15代歌舞伎市村羽左衛門，在日本殖民台灣時代，曾經到台灣巡迴演出。李仙得的女兒愛子與商人関屋祐之介結婚，日本女高音聲樂家関屋敏子是他們的孩子。
1875年，李仙得獲日本政府頒授勳二等旭日重光章、金星和銀星勳章，是首位獲勳的外國人。1875年末，他辭任外務省顧問，但直到1890年都一直住在日本，任大隈重信的私人顧問。
1890年3月，在朝鮮王朝大臣金嘉鎮（김가진）的協助下，李仙得來到朝鮮，成為高宗國王的顧問及內政委員會委員，對於朝鮮國策影響深遠。1899年9月1日，李仙得在漢城中風（一說為腎炎）病逝。

## 著作
李仙得大部分私人文件現在都被美國國會圖書館收藏。他著有四卷Notes of Travel in Formosa（1874-1875），附有照片和繪畫等情報資料報告，初稿於1874年9月完成後，曾呈給李仙得在日本政府的上司大隈重信，並經其下令譯為日文，藏於日本國立公文書館，題名《李氏臺灣紀行》，1998年照相影印出版。中譯本於2012年由國立台灣歷史博物館出版為《台灣紀行》。
另著有Progressive Japan: A Study of the Political and Social Needs of the Empire(《進步的日本：帝國政治和社會需求研究》)（1878年）。
- 李仙得著，《Progressive Japan: A Study of the Political and Social Needs of the Empire》，1878年出版；Nabu Press 2010年3月16日重印，ISBN 978-1147454116。
- 李仙得著，《Is Aboriginal Formosa a part of the Chineses Empire?》（台灣番區是中華帝國的一部分嗎？）（「番地無主論」）[19]
- 李仙得原著，Robert Eskildsen英編、黃怡漢譯、陳秋坤校註，《南台灣踏查手記：李仙得台灣紀行》，台北：前衛出版社，2012年11月初版，ISBN 9789578016941。
- 李仙得原著，《台灣紀行》(Notes of Travel in Formosa)，譯者：羅效德（Charlotte Lo）、費德廉（Douglas L. Fix）、編者：費德廉（Douglas L. Fix）、蘇約翰（John Shufelt），台南市：國立台灣歷史博物館，2013，ISBN 9789860380699。

## 影視形象
| 年份   | 作品   | 演員   |
| ------ | ------ | ------ |
| 2021年 | 斯卡羅 | 法比歐 |

## 外部連結
- 李善得（台灣原住民歷史語言文化大辭典）[永久]